# Тополовени
Тополовени (рум. Topoloveni) — город в Румынии, в жудеце Арджеш. Находится в исторической области Румынии Мунтения в восточной части региона Валахия.
Расположен в 90 км к северо-западу от Бухареста, в 114 км к северо-востоку от Крайовы, в 103 км к юго-западу от Брашов и в 18 км к востоку от административного центра жудеца Арджеш — г. Питешти. Примерно в 10 километрах к югу от города проходит румынская автострада А1.
Административно городу подчинены сёла (данные о населении за 2002 год):
- Боциркани (410 человек)
- Горенешти (289 человек)
- Кринтешти (471 человек)
- Цигенешти (416 человек)

## История
Впервые упоминается в документах в 1421 году. Долгое время это была лишь небольшая деревня, которая приобрела значение с вводом в эксплуатацию железной дороги от Бухареста до Питешти в 1872 году. В 1968 году Тополовени получил статус города.
Основная отрасль — сельское хозяйство. Имеются также предприятия текстильной промышленности и мебельная фабрика.
Известно, благодаря повидлу, блюду традиционной румынской кухни, изготавливаемому из слив. В 2011 году получило охраняемый географический статус в Европейском Союзе.

## Известные уроженцы
- Михалаке, Ион (1882—1963) — румынский политик, государственный деятель.